# Johanna Böhm
Johanna Böhm (Langnau im Emmental, 2 mei 1898 - Zürich, 4 november 1967) was een Zwitserse schrijfster.

## Biografie
Johanna Böhm was een dochter van Pierre Martin Böhm en van Anna Marie Aeschlimann. Na haar kindertijd in Langnau im Emmental en Bern huwde ze in 1920 Edgar Chappuis, een schrijver en journalist, en zou ze veel reizen maken. Van 1922 tot 1926 woonde ze in Ticino, en nadien in Zürich, waar ze literatuur en kunstgeschiedenis stureerde aan de universiteit.
Ze hield vaak de pen vast voor de teksten van haar echtgenoot aangezien die slechtsziende was, en begon in 1930 ook zelf met het schrijven van gedichten en verhalen. Haar eerste roman, Das Haus der alleinstehenden Frauen, verscheen in 1932. Nadat ze in 1933 een tweede roman had afgewerkt, Vier Frauen führen Krieg, nam ze deel aan een literatuurwedstrijd waarbij ze een van de prijzen in de wacht sleepte. Nadien bracht ze nog met succes verschillende jeugdboeken uit.

## Werken
- (de)  Das Haus der alleinstehenden Frauen, 1932.
- (de)  Vier Frauen führen Krieg, 1933.